# Queen's Medal for Music
La Medalla de la Reina de la Música es un premio anual, instituido en 2005, por la contribución a la vida musical de Gran Bretaña. La Medalla puede ser otorgada a personas de cualquier nacionalidad. Los gastos del premio provienen del Privy Purse.
La idea de este premio se originó con  Peter Maxwell Davies, entonces Maestro de la Música de la Reina. Un comité encabezado por el Maestro de Música de la Reina supervisa el proceso de nominación para el premio. Este comité analiza a los nominados en una reunión anual, antes de presentar su recomendación para la aprobación real. El primer destinatario fue el director de orquesta australiano Charles Mackerras .

## Destinatarios
- 2005 Charles Mackerras
- 2006 Bryn Terfel[4]
- 2007 Judith Weir[5]
- 2008 Kathryn Tickell
- 2009 Colin Davis[6]
- 2010 Emma Kirkby[1]
- 2011 Nicholas Daniel[7]
- 2012 National Youth Orchestra of Great Britain[8]
- 2013 Thomas Allen[9]
- 2014 Simon Halsey[10]
- 2015 Oliver Knussen[11]
- 2016 Nicola Benedetti[12]
- 2017 Thea Musgrave[13]
- 2018 Gary Crosby
- 2019 Imogen Cooper[14]
- 2020 Thomas Trotter[2]
- 2021 John Wallace[15]